# Bill Fawcett
Bill Fawcett (n. 1947), pe numele adevărat William Brian Fawcett, este un scriitor, editor și istoric american.

## Biografie
Bill Fawcett s-a născut în anul 1947 și a fost, pe rând, profesor, director executiv și decan. El este unul dintre membri fondatori ai companiei producătoare de jocuri Mayfair Games, care a creat o serie de jocuri pe tablă și de rol în anii '70 și '80, printre care se numără Dungeons & Dragons, Empire Builders și Sanctuary.
În 1994, el s-a alăturat unei echipe de programatori pentru a fonda Catware, companie în care a fost designer și producător. Printre jocurile lansate de această companie se numără Swords of Xeen, Star General și Las Vegas Games. Fawcett a mai proiectat și produs jocul de rol Shattered Light. La ora actuală, el dezvoltă în continuare noi  proiecte pe internet.

## Cariera literară
Cariera scriitoricească a lui Fawcett a început cu seria pentru tineret Swordquest, apărută la Ace Penguin Putnam Publishing. El a colaborat la scrierea unor romane de ficțiune, dar și a unor romane de ficțiune din seriile Mycroft Holmes și Madame Vernet Investigates, acestea din urmă scrise împreună cu Chelsea Quinn Yarbro sub pseudonimul Quinn Fawcett.
Fawcett este și istoric la muzeul Navy SEAL din Fort Pierce, Florida. El a scris în colaborare două cărți despre Războiul din Vietnam, precum și alte volume legate de momente critice din istorie.
El a editat sau co-editat în jur de 50 de antologii. Bill Fawcett & Associates a colaborat cu toate editurile importante în publicarea a peste 250 de romane și antologii.

## Opera

### Romane de ficțiune
Seria Swordquest
- Quest for the Unicorn's Horn (1985)
- Quest for the Dragon's Eye (1985)
- Quest for the Demon Gate (1986)
- Quest for the Elf King (1987)

Seria Combat Command
- Cold Cash Warrior: In the World of Robert Asprin's Cold Cash War (1992) - cu Robert Asprin

ro. Mercenarul - Nemira 1994
Seria Guardians of the Three
- Lord of Cragsclaw (1989) - cu Neil Randall

Seria Battlestation - cu David Drake
- Battlestation (1992)
- Vanguard (1993)
- Battle Stations (2011) - ediție omnibus

Alte romane
- The Omega Egg (2007) - cu Jody Lynn Nye, Kristine Kathryn Rusch, Laura Resnick, Brian Herbert, Tobias S. Buckell, Nancy Kress, Robert Sheckley, Kay Kenyon, David Gerrold, Dean Wesley Smith, James Patrick Kelly, Jane Yolen, Mike Resnick, Pat Cadigan, Michael A. Burstein și Stephen Leigh

### Romane polițiste
Cărțile au fost scrise în colaborare cu Chelsea Quinn Yarbro și fac parte din seria Mycroft Holmes.
- Against the Brotherhood (1997)
- Embassy Row (1998)
- The Flying Scotsman (1999)
- The Scottish Ploy (2001)

### Cărți istorice
- It Seemed Like a Good Idea...: A Compendium Of Great Historical Fiascoes (2000) - cu William R. Forstchen
- You Did What?: Mad Plans and Great Historical Disasters (2004)
- How to Loose a Battle: Foolish Plans and Great Military Blunders (2006)
- Oval Office Oddities: An Irreverent Collection of Presidential Facts, Follies, and Foibles (2008)
- It Looked Good on Paper: Bizarre Inventions, Design Disasters, and Engineering Follies (2009)
- How to Lose a War: More Foolish Plans and Great Military Blunders (2009)

### Alte cărți
- The Battle for Azeroth: Adventure, Alliance, and Addiction in the World of Warcraft (2000)

### Antologii
Seria Fleet - cu David Drake
- The Fleet (1988)
- Counterattack (1988)
- Breakthrough (1989)
- Sworn Allies (1990)
- Total War (1990)
- Crisis (1991)

Seria Poarta timpului - cu Robert Silverberg
- Time Gate (1989)

ro. Poarta timpului - Nemira 1993
Seria War Years
- The Far Stars War (1990)

ro. Războiul stelelor îndepărtate - Nemira 1995
- The Siege of Arista (1991)

ro. Asediul Aristei - Nemira 1993
- The Jupiter War (1991)

Seria Crafters - cu Christopher Stasheff
- The Crafters (1991)
- Blessings and Curses (1992)

Seria Bolo
- Honor of the Regiment (1993)
- The Unconquerable (1994)
- Last Stand (1997)
- Old Guard (2001)
- Cold Steel (2002)

Premiul Nebula
- Nebula Awards Showcase 2010 (2010)

Alte antologii
- Cats in Space and Other Places (1992)
- The Warmasters (2002)
- Masters of Fantasy (2004) - cu Brian M. Thomsen
- We Three Dragons: A Trio of Dragon Tales for the Holiday Season (2005)
- Liftport: Opening Space to Everyone (2006) - cu Michael Laine
- Here Be Dragons: Tales of DragonCon (2008)
- Shadows of the New Sun: Stories in Honor of Gene Wolfe (2006) - cu J. E. Mooney